# Sahuasiray
Sahuasiray (possiblement del quítxua sawa matrimoni, siray cosir,), Sawasiray, Colque Cruz o Ccolque Cruz és, amb 5.818 msnm, el cim més elevat de la serralada Urubamba, una secció dels Andes que es troba al Perú. La seva prominència és de 1.920 metres. Es troba al departament de Cusco, al nord-est del Chicón i el Canchacanchajasa, al sud-est del Sirihuani i al nord-oest del Condorhuachana.
La primera ascensió va tenir lloc el 1963.